# Paratylenchus straeleni
Paratylenchus straeleni är en rundmaskart. Paratylenchus straeleni ingår i släktet Paratylenchus, och familjen Paratylenchidae. Arten är reproducerande i Sverige.